# Морски миноги
Морските миноги (Petromyzon) са род ранни безчелюстни риби от семейство Миногови (Petromyzontidae).
Таксонът е описан за пръв път от Карл Линей през 1758 година.

## Видове
- Petromyzon bdellium
- Petromyzon cirrhatus
- Petromyzon concolor
- Petromyzon epihexodon
- Petromyzon marinus – Морска минога
- Petromyzon mordax